# Futbola Klubs Kvadrats Rīga
Il Futbola Klubs Kvadrats Rīga, o più semplicemente Kvadrats Rīga, è stata una società calcistica lettone di Riga.

## Storia
Il club fu fondato negli anni ottanta con il nome di Sarkanais Kvadrats Rīga; dal 1983 fino al 1991 (anno dell'indipendenza lettone) disputò la massima divisione in Lettonia.
Dopo la retrocessione del 1991, cambiò nome in Kvadrats Rīga, arrivando terzo nella prima stagione di 1. Līga, sfiorando la promozione. Dopo un deludente sesto posto nel 1993, l'anno successivo vinse il campionato conquistando l'accesso in Virslīga. Qui, però, rimase un solo anno, classificandosi ultimo e retrocedendo; l'anno dopo si ritirò dai campionati.

## Palmarès

### Competizioni nazionali
- 1. Līga: 1

1994

### Altri piazzamenti
- 1. Līga:

Terzo posto: 1992